# Rockoon (álbum de Tangerine Dream)
Rockoon es el vigesimoprimer álbum de estudio del grupo alemán de música electrónica Tangerine Dream. Publicado en febrero de 1992 por el sello Miramar Records destaca por ser el primer álbum compuesto por el dúo Edgar Froese y Jerome Froese.
Fue nominado, en la categoría "Mejor Álbum New Age", en la 35 edición de los Premios Grammy. Alcanzó el top 10 en la lista Billboard New Age y el top 20 en la lista Billboard Jazz.
Jim Brenholts, en su crítica para AllMusic, lo califica como un álbum que "fusiona su estilo Escuela de Berlín con texturas rock and roll. Es rítmico pero no es techno. Hay secuencias densas y algunos pasajes atmosféricos excelentes pero la excelencia no dura."

## Producción
Tras la finalización de su contrato con Private Music y la salida del grupo de Paul Haslinger materializada a finales de 1990, Tangerine Dream se reconfiguró como un duo entre padre e hijo dando lugar a una nueva etapa en su trayectoria: «The Seattle Years». Grabado entre marzo de 1991 y enero de 1992, en estudios de Berlín y Viena, Rockoon ha sido el álbum de Tangerine Dream que más tiempo ha tardado en grabarse. Solamente Quantum Gate, grabado entre agosto de 2014 y junio de 2017, ocupó un espacio de tiempo tan extenso y se atribuye al fallecimiento de Edgar Froese en enero de 2015.

"Comenzamos en marzo de 1991 y terminamos la producción, con algunas interrupciones, por supuesto, en enero de 1992, por lo que Rockoon fue la producción más larga en la historia de la banda. Por supuesto, nunca alcanzas el 100 por ciento de tus propias ideas preconceptuales pero debes tener el anhelo de ese cien por cien. Supongo que eso es muy importante. En lo que respecta a Rockoon como producto final, estamos muy contentos y satisfechos de poder llegar tan lejos."
Edgar Froese 

Algo poco frecuente en los álbumes de estudio del grupo es la inclusión de músicos invitados algo presente en esta ocasión. También destaca el hecho de que, aunque en las primeras ediciones se acreditaron todos los temas conjuntamente a Edgar y Jerome Froese, en sucesivas ediciones se separaron las canciones compuestas por Jerome (ocho) de las de Edgar (tres). Algunas críticas posteriormente han destacado este hecho como el responsable del sonido del álbum y de los siguientes años en la carrera del grupo, al pasar de un sonido cercano al pop electrónico de la etapa denominada «Melrose Years» -con Paul Haslinger en el grupo- a un sonido más oscuro y cercano a las tendencias de la música electrónica.
El disco ha sido reeditado en numerosas ocasiones. En 1999 vio la luz una reedición en el sello del grupo TDI con una nueva carátula y trabajo artístico obra de Edgar Froese. En 2009 se editó dentro de una compilación de 60 digipacks editados por el sello alemán Membran.

## Lista de temas
| N.º   | Título              | Escritor(es)  | Duración |  |
| 1.    | «Big City Dwarves»  | Jerome Froese | 6:00     |  |
| 2.    | «Red Roaster»       | Jerome Froese | 8:30     |  |
| 3.    | «Touchwood»         | Jerome Froese | 4:34     |  |
| 4.    | «Graffiti Street»   | Jerome Froese | 5:04     |  |
| 5.    | «Funky Atlanta»     | Edgar Froese  | 4:00     |  |
| 6.    | «Spanish Love»      | Edgar Froese  | 5:40     |  |
| 7.    | «Lifted Veil»       | Jerome Froese | 3:30     |  |
| 8.    | «Penguin Reference» | Jerome Froese | 4:45     |  |
| 9.    | «Body Corporate»    | Edgar Froese  | 3:40     |  |
| 10.   | «Rockoon»           | Jerome Froese | 7:21     |  |
| 11.   | «Girls On Broadway» | Jerome Froese | 4:42     |  |
| 53:04 |                     |               |          |  |

## Personal
- Edgar Froese - teclados, piano, percusión, guitarra acústica, guitarra de 12 cuerdas y producción
- Jerome Froese - teclados, percusión, guitarra acústica y guitarra de 12 cuerdas
- Enrico Fernández - macubaja en «Big City Dwarves»
- Zlatko Perica - guitarra en «Red Roadster», «Graffiti Street», «Funky Atlanta» y «Rockoon»
- Richi Wester - flauta en «Red Roadster», saxofón alto en «Red Roadster» y «Lifted Veil»
- Jeff Robinson - Ingeniero de sonido en «Graffiti Street», «Funky Atlanta», «Lifted Veil», «Penguin Reference» y «Rockoon»
- David Marino - Ingeniero de sonido en «Spanish Love» y «Body Corporate»
- Phillip Calvert - Ingeniero de sonido en «Big City Dwarves», «Red Roadster» y «Touchwood»
- Aaron's Outfit - Diseño
- Jim Rakete - Fotografía